# Palazzo Ingrassia
Il palazzo Ingrassia è un palazzo di Catania, realizzato nell'Ottocento come sede dell'Istituto di Anatomia dell'Università cittadina.

## Storia

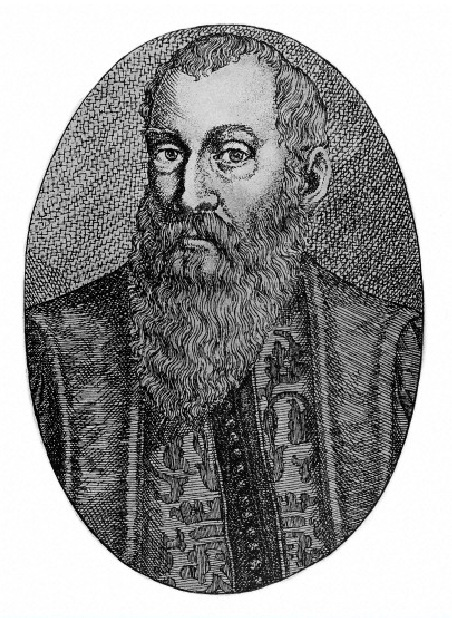
Gianfilippo Ingrassia

Il palazzo si affaccia sul "Giardino di via Biblioteca", un'area verde appena a nord della Chiesa di San Nicolò l'Arena, a sua volta sita a nord del Monastero dei Benedettini Cassinesi di San Nicolò l'Arena, che è stato attivo fino alle leggi eversive dell'asse ecclesiastico del 1866, passando prima al demanio regio, poi al Comune di Catania e quindi all'Università degli Studi di Catania.
L'Ateneo decise quindi di erigervi un palazzo come sede dell'Istituto di Anatomia, precedentemente ospitato presso l'Ospedale San Marco. L'edificio fu progettato dal Genio civile negli anni 1880 e fu intitolato all'anatomista cinquecentesco Gianfilippo Ingrassia (scopritore del piccolo osso dell'orecchio medio che chiamò "staffa").
Durante i lavori nel 1885 si rinvennero al di sotto del palazzo i resti di un edificio termale romano, molto probabilmente un ninfeo, ricordato da una targa all'angolo sud-est del nuovo edificio.
Davanti al palazzo sorse anche una "villetta" con una fontana per le rane, realizzata riutilizzando i resti della fontana seicentesca che si trovava in origine nel Chiostro di Ponente dell'attiguo Monastero Benedettino di San Nicolò, il quale fu smantellato per ospitare una palestra pubblica.
Francesco Bertè, docente ordinario di medicina, fu il direttore del nuovo istituto, che comprendeva un teatro anatomico, un museo di anatomia, con una collezione di crani e scheletri interi e montati, e un museo di antropologia siciliana. Nell'ala sud erano ospitati gli uffici e le collezioni, mentre nell'ala nord le stanze per le preparazioni anatomiche, la camera incisoria e le stanze per l'obitorio. Per tutti questi motivi il palazzo ebbe il soprannome di "Palazzu do Spacca Morti".
L'edificio aveva solo il piano terra e presentava le caratteristiche di una palazzina borghese, non del tutto adeguate all'uso per il quale era destinato. Per questo in un secondo momento fu realizzato anche un primo piano, al quale si accede per mezzo di una scalinata a doppia rampa, ornata dal busto di Gianfilippo Ingrassia.
Il palazzo subì poi anche ulteriori rimaneggiamenti e alla fine del Novecento fu destinato ad accogliere la "Scuola di Specializzazione in Beni Archeologici", il "Dipartimento di Scienze della Formazione" e l'IBAM-CNR. Nell'ala sud-ovest, al posto del museo di antropologia siciliana e dell'ufficio del direttore, è ospitato il Museo di archeologia dell'Università di Catania.